# Lucy Desmond
Lucy Elizabeth Desmond (* 17. April 1899 in London; † August 1992 in Surrey) war eine britische Turnerin.

## Erfolge
Lucy Desmond nahm 1928 an den Olympischen Spielen in Amsterdam teil und gehörte bei diesen zur britischen Turnriege im Mannschaftsmehrkampf, bei dem insgesamt fünf Mannschaften antraten. Den Wettkampf schlossen die Britinnen mit 258,25 Punkten auf dem dritten Platz ab, hinter den siegreichen Niederländerinnen, die mit 316,75 Punkten Olympiasiegerinnen wurden, und den mit 289 Punkten zweitplatzierten Italienerinnen. Dahinter folgten die Mannschaften Ungarns und Frankreich. Desmond erhielt somit zusammen mit Annie Broadbent, Margaret Hartley, Amy Jagger, Queenie Judd, Jessie Kite, Midge Moreman, Carrie Pickles, Ethel Seymour, Ada Smith, Hilda Smith und Doris Woods die Bronzemedaille.
Sie war Mitglied des Northampton Polytechnic Institute Women’s Gymnastics Clubs, wo sie ebenso wie ihre olympischen Mannschaftskolleginnen Ethel Seymour, Jessie Kite, Doris Woods, Midge Moreman und Queenie Judd unter Rudolf „Obie“ Oberholzer trainierte. 1927 belegte Desmond bei den nationalen Meisterschaften den dritten Platz, während sich ihre olympische Mannschaftskollegin Carrie Pickles den Titelgewinn sicherte.